# Ашот Петросян
Ашот Везирович Петросян (на арменски: Աշոտ Վեզիրի Պետրոսյան); роден на 2 юни 1930 г. в региона Варденис, Армения; починал 23 февруари 1998 г. в Дилижан, Армения) е съветски арменски математик. През 1964 завършва докторската си дисертация под научното ръководство на Юлиус Атанолиевич Шрадер. Член-съосновател на Института за математически машини „Мергелян“ и на Изчислителния център на Арменската национална академия на науките. Допринася за разработката на няколко общи поколения съвременни цифрови компютъри в Армения, включително компютъра Nairi, и върху Едината система за електронни изчислителни машини.